# John Steinbeck
John Ernst Steinbeck, Jr. (Salinas, Califòrnia, 1902 - Nova York, 1968) fou un escriptor estatunidenc guardonat amb el Premi Nobel de Literatura l'any 1962.

## Biografia
Va néixer el 27 de febrer del 1902 a la ciutat de Salinas, població situada a l'estat nord-americà de Califòrnia, fill d'immigrants alemanys i irlandesos. Estudià estudis primaris i secundaris a la seva localitat natal per traslladar-se posteriorment a la Universitat Stanford, on estudià biologia marina i es graduà el 1925. Aquell any, es traslladà a Nova York per iniciar la seva carrera com a escriptor, però retornà a la seva població natal l'any següent on encetà una carrera plena d'èxits literaris.
Durant la Segona Guerra Mundial, treballà com a corresponsal de guerra al New York Herald Tribune. Morí el 20 de desembre del 1968 a la ciutat de Nova York a conseqüència d'un infart de miocardi.

## Obra literària
El 1929, escriví la seva primera novel·la, Cup of gold: A life of Sir Henry Morgan, Buccaneer, with Ocasional Reference to History, una ficció històrica basada en la vida de Henry Morgan, però que no tingué èxit.
El 1935, publicà Tortilla Flat, amb la qual rep la medalla d'or a la millor novel·la escrita per un californià concedit per la Commonwealth Club of California. Aquest compendi d'històries humorístiques sobre gent jove durant la Gran depressió obtingué cert èxit. Aquest èxit li permeté publicar obres més serioses sobre la Gran depressió, obres com Of Mice and Men (Homes i ratolins, 1936) i In Dubious Battle, que aconseguiren notorietat.
Després de The Long Valley (1937) i Their Blood is Strong (1938), un reportatge sobre els treballadors immigrants, publica The Grapes of Wrath (El raïm de la ira, 1939), la seva obra més completa i més famosa. No obstant això, estimant que aquesta obra era massa revolucionària per a tenir èxit acordà amb el seu editor un tiratge petit. El llibre arriba a l'èxit, però se li retreu el llenguatge utilitzat així com les idees desenvolupades, arribant-se a prohibir-se en diverses ciutats de Califòrnia. Per aquesta obra, aconseguí l'any 1940 el Premi Pulitzer de novel·la, el mateix any en què fou adaptada al cinema per John Ford. Mentre escrivia la novel·la, Steinbeck va tindre accés a les notes que una altra escriptora, Sanora Babb, va prendre sobre els migrants del Dust Bowl a Califòrnia. Encara que els dos llibres difereixen en la història i el to, tenen similituds curioses. L'èxit d'El raïm de la ira fou que la novel·la que finalment va escriure Sanora Babb, Whose Names Are Unknown, no es publiqués.
Després d'escriure l'any 1947 a Mèxic la seva novel·la The Pearl (La perla), que fou adaptada per ell mateix al cinema, realitzà un viatge fins a la Unió Soviètica, juntament amb el fotògraf Robert Capa. El 1952, realitzà la seva novel·la més popular, The East of Eden (A l'est de l'Edèn), un llibre escrit com a herència de les seves idees per als seus fills.
L'any 1962, li fou concedit el Premi Nobel de Literatura «pels seus escrits realistes i imaginatius, en els quals combina l'humor comprensiu i una esmolada opinió social».

### Obra seleccionada
- 1929: Cup of gold: A life of Sir Henry Morgan, Buccaneer, with Ocasional Reference to History.[15]
- 1932: The Pastures of Heaven .[16]
- 1933: The Red Pony (traducció catalana de Joaquim Mallafrè: El poni roig, Barcelona: Viena, 2011, ISBN 9788483305997)[17]
- 1933: To a God Unknown.[18]
- 1935: Tortilla Flat (traducció catalana d'Ada Arbós: Tortilla Flat, Barcelona: Cruïlla, 1997, ISBN 8482862553)[19]
- 1936: In Dubious Battle.[20]
- 1936: Of Mice and Men (traducció catalana de Manuel de Pedrolo: Homes i ratolins, Barcelona: Vicens Vives, 2010, ISBN 9788431672515)[21]
- 1939: The Grapes of Wrath, Premi Pulitzer (traducció catalana de Mercè López Arnabat: El raïm de la ira, Barcelona: Edicions 62, 1993, ISBN 8429737049)
- 1942: The Moon Is Down.[22]
- 1945: Cannery Row, de la qual s'ha fet l'adaptació cinematogràfica del mateix nom.[23]

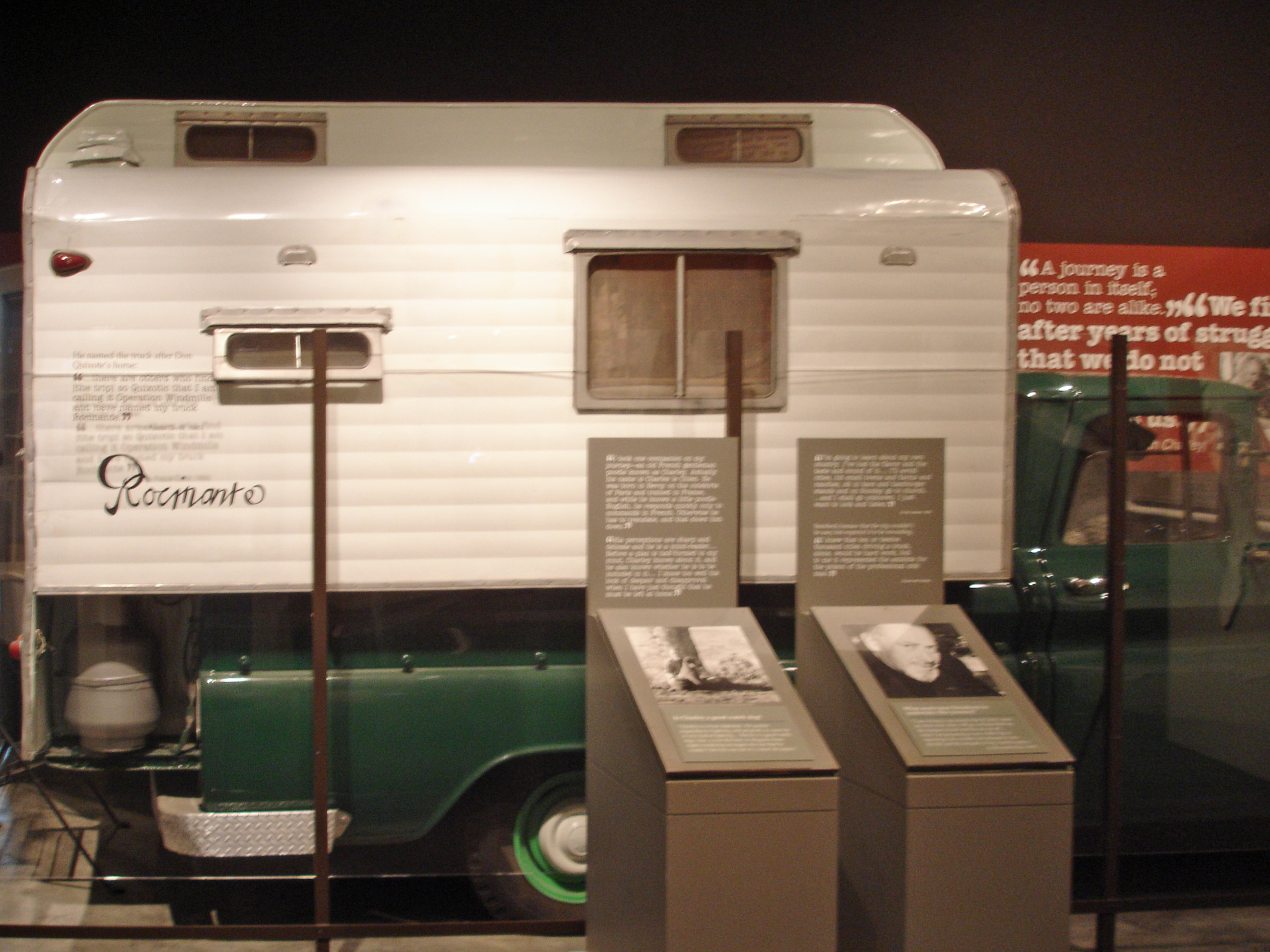
Rocinante, l'autocaravana de John Steinbeck. Va permetre l'obra "Travels with Charley", una narració del viatge.

- 1947: The Pearl (traducció catalana de Jordi Arbonès: La perla, Barcelona: Vicens Vives, 2016, ISBN 9788468242811)
- 1947: The Wayward Bus
- 1951: The Log from the Sea of Cortez.[25]
- 1952: East of Eden
- 1954: Sweet Thursday
- 1957: The Short Reign of Pippin IV (traducció catalana de Cristina Beltran: El breu regnat de Pippin IV, Barcelona: Cruïlla, 1995, ISBN 8476299958)
- 1962: Travels With Charley in Search of America. (Traducció catalana de Marc Donat. Viatges amb en Charley. Viena Edicions, 2019. ISBN 9788412024425)
- 1976: The Acts of King Arthur and His Noble Knights, novel·la incompleta, editada pòstumament (traducció catalana de Dolors Udina: Els fets del rei Artús i els seus nobles cavallers, Barcelona: Columna, 1998, ISBN 8483006006)[26]

## Obra cinematogràfica
El 1941, inicià la seva relació amb el cinema mitjançant l'escriptura del guió original de la pel·lícula The Forgotten Village, dirigida per Herbert Kline i Alexander Hammid. El 1944, fou cridat per Alfred Hitchcock per escriure l'argument de la seva pel·lícula El bot salvavides (Lifeboat), per la qual fou nominat a l'Oscar de Hollywood per la seva història original. L'any següent, fou novament nominat pel seu argument d'A Medal for Benny, escrita juntament amb Jack Wanger.
El 1947, adaptà la seva pròpia obra anomenada The Pearl a la pel·lícula anomenada La perla, dirigida pel mexicà Emilio Fernández. Finalment, el 1952, realitzà el guió cinematogràfic original de la pel·lícula Viva Zapata!, dirigida per Elia Kazan i protagonitzada per Marlon Brando i Anthony Quinn, i per la qual fou novament nominat al Premi Oscar.
Tortilla Flat és una pel·lícula estatunidenca dirigida per Victor Fleming el 1942 i produïda per la Metro-Goldwyn-Mayer.

### Oscar
| Any  | Categoria     | Pel·lícula                        | Resultat |
| ---- | ------------- | --------------------------------- | -------- |
| 1953 | Guió original | Viva Zapata!                      | Candidat |
| 1946 | Guió original | A Medal for Benny amb Jack Wanger | Candidat |
| 1945 | Guió original | Nàufrags                          | Candidat |